# موما پی‌اس۱
موما پی‌اس۱ (به انگلیسی: MoMA PS1) یک موسسه هنر معاصر است که در محله لانگ آیلند در ناحیه کوئینز، شهر نیویورک، ایالات متحده واقع شده است. این مؤسسه علاوه بر نمایشگاه‌های خود، مجموعه اجرای جلسات یکشنبه، مجموعه موسیقی تابستانی وارم آپ و برنامه معماران جوان را با همکاری موزه هنر مدرن برگزار می‌کند. این موسسه سالانه حدود ۲۰۰ هزار بازدیدکننده را دارد.